# 松永正敏
松永正敏（日语：／ Matsunaga Masatoshi，1851年6月29日—1912年2月18日），日本陸軍軍人。最終階級陸軍中將。男爵。幼名山平。

## 生平
熊本藩士、郡吏・松永和吉的二男。明治4年（1871年）、就讀過伏見青年學舎，後進入伏見教導隊。之後逐次從二等伍長、二等軍曹、權曹長、升進至曹長。明治6年（1873年）5月、任官陸軍少尉，擔任步兵第19大隊付。明治7年（1874年）5月至10月因台灣出兵事件隨軍出征。歷任步兵第14聯隊付、近衛步兵第2聯隊付等職。後進入陸軍戶山學校學習。明治10年（1877年）3月至10月，因西南戰爭隨軍出征。
歷任近衛局參謀、東部監軍部參謀、步兵第4聯隊大隊長、廣島鎮台參謀、監軍部參謀、近衛步兵第4連隊大隊長、對馬警備隊司令官、廣島大本營付等職務。甲午战争時擔任步兵第2連隊長，隨軍出征。參加田庄台及營口之戰鬥。擔任過第7師團參謀長等職。明治33年（1900年）4月、進級陸軍少將。
日俄戰爭擔任步兵第3旅團長隨軍出征。參與東鴨綠江會戰至沙河會戰等之戰役。於奉天會戰之前，轉任第3軍參謀長。明治38年（1905年）3月、在會戰追撃戰中受重傷後歸國。擔任留守步兵第3旅團司令部付職務。同年10月、升進陸軍中將。明治40年（1907年）9月、敘爵男爵列入華族。擔任過第3師團長。於第2師團長任內逝世。

## 親族
- 女婿 黑澤主一郎（陸軍少將）・佐野光信（陸軍中將）